# Vamos Mataram
Vamos Mataram Futsal Club – indonezyjski klub futsalowy z siedzibą w mieście Mataram, obecnie występuje w najwyższej klasie rozgrywkowej Indonezji.

## Sukcesy
- Mistrzostwo Indonezji (3): 2017, 2018, 2019